# Stay Together for the Kids
"Stay Together for the Kids" är en singel släppt år 2002 av det amerikanska poppunkbandet Blink-182. Låten finns på deras fjärde studioalbum Take Off Your Pants and Jacket. Den är skriven av Tom DeLonge och handlar om hans föräldrars skilsmässa under hans tonårsperiod. Låtens två verser sjungs dock av Mark, basisten, som sjunger låtens två verser.

## Musikvideo
Låtens innehåll förtydligas i videon genom textpassagen "50 percent of all American households are destroyed by divorce.", som syns i början och i slutet.
Den första musikvideon spelades in mellan den 10 och 11 september 2001 samma dag som 11 september-attackerna inträffade. Eftersom bandmedlemmarna och producenterna tyckte att huset, som bandet spelar i, rasar ihop på ett liknande sätt i slutet av videon så ändrades det genom en ny inspelning av videon några veckor senare. Den officiella musikvideon av "Stay Together for the Kids" finns dock på dvd och Youtube.